# Fruitport
Fruitport är en ort (village) i Muskegon County i Michigan. Vid 2020 års folkräkning hade Fruitport 1 103 invånare.